# Aleksandra Nowakowska
Aleksandra Fiodorowna Nowakowska, ros. Александра Федоровна Новаковская (ur. 28 marca 1907, zm. 6 października 1982 w Paryżu) – rosyjska działaczka emigracyjna.

## Życiorys
Urodziła się pod nazwiskiem Tumanowa. Podczas wojny domowej w Rosji jej rodzina wyjechała do Polski. W 1927 roku zamieszkała we Francji. Aleksandra Nowakowska pracowała w Paryżu jako masażystka. Jednocześnie zaangażowała się w działalność społeczną białej emigracji rosyjskiej. Współtworzyła Komitet Pomocy Rosyjskiego Korpusu – Liceum im. Mikołaja II w Wersalu. Uczestniczyła w podejmowaniu decyzji o wypłacie stypendiów uczniom uczelni. Po zajęciu Francji przez wojska niemieckie latem 1940 roku, działała w ruchu oporu. Ukrywała u siebie zestrzelonych lotników amerykańskich i brytyjskich, przysyłanych przez jezuitów w Wersalu. W latach 50. organizowała wieczorki i inne spotkania Stowarzyszenia Byłych Uczniów Pierwszego Moskiewskiego Korpusu Kadetów. W 1955 roku władze amerykańskie odznaczyły ją Medalem Wolności.